# Laurens van Hoepen
Laurens van Hoepen (Wassenaar, 6 de septiembre de 2005) es un piloto de automovilismo neerlandés. Compite en Fórmula 3 con ART Grand Prix.

## Carrera deportiva

### Karting
Van Hoepen comenzó su carrera en el automovilismo en el karting a la edad de ocho años en los Países Bajos. Es un protegido del campeón de Fórmula 2 y Fórmula E, Nyck de Vries. Ganó varios campeonatos nacionales antes de participar en carreras internacionales en 2015. En 2017 ganó la clase X30 Mini de la IAME Euro Series. En 2020, terminó entre los 10 primeros en la clase OK tanto del Campeonato Europeo de Karting como de la Copa de Campeones WSK, conduciendo para los equipos de karting de Nico Rosberg y Charles Leclerc respectivamente. En 2021 permaneció en el equipo de Leclerc y pasó a la clase KZ2, donde terminó tercero en el campeonato de Europa.

### Fórmula Regional
En 2021, Van Hoepen pasó a las carreras de fórmula y compitió en la clase Challenge Monoplace de la Ultimate Cup Series, un campeonato francés a nivel de Fórmula Regional, para el equipo Graff Racing. Sólo participó en la segunda mitad de la temporada en los fines de semana de carreras en el Circuito Paul Ricard, el Circuito de Nevers Magny-Cours y el Estoril. Ganó siete de las nueve carreras en las que participó y también terminó en el podio en las otras dos carreras. Como resultado, acabó tercero en la clasificación final con 324 puntos.
En 2022, Van Hoepen pasó al Campeonato de Fórmula Regional Europea (FREC), en el que condujo para ART Grand Prix. Terminó entre los 10 primeros cuatro veces, con tres octavos puestos como sus resultados más altos. Con 15 puntos acabó en el puesto 21 de la clasificación.
En 2023, Van Hoepen comenzó el año en el Campeonato de Fórmula Regional de Oceanía, conduciendo para M2 Competition en los dos últimos fines de semana de carreras. Terminó en el podio en cinco de las seis carreras que completó, incluida una victoria en Hampton Downs Motorsport Park en la carrera que sirvió como Gran Premio de Nueva Zelanda. Con 154 puntos acabó undécimo en el campeonato. Luego regresó al FREC, donde permaneció activo en ART. Hacia el final de la temporada logró dos podios en su fin de semana local en el Circuito de Zandvoort, ascendiendo hasta el décimo lugar en la clasificación final con 71 puntos.

### Fórmula 3
A finales de 2023, Van Hoepen debutó en la Fórmula 3 en el Gran Premio de Macao con ART, donde terminó décimo.
En 2024, Van Hoepen hizo su debut en el Campeonato de Fórmula 3 de la FIA con el mismo equipo. Logró un total de tres podios a lo largo de la temporada y logró una pole position, pero fue superaro en el campeonato por sus compañeros Nikola Tsolov y Christian Mansell. Finalizó en el puesto 13 de la tabla final. En 2025, repetirá participación.

## Resumen de carrera
| Temporada | Categoría                                               | Equipo         | Carreras     | Victorias    | Poles        | VR           | Podios       | Puntos       | Pos.         |
| --------- | ------------------------------------------------------- | -------------- | ------------ | ------------ | ------------ | ------------ | ------------ | ------------ | ------------ |
| 2021      | Ultimate Cup Series - Challenge Monoplace - F3 Regional | Graff          | 9            | 7            | 6            | 8            | 9            | 324          | 3.º          |
| 2022      | Campeonato de Fórmula Regional Europea                  | ART Grand Prix | 20           | 0            | 0            | 0            | 0            | 15           | 21.º         |
| 2023      | Campeonato de Fórmula Regional de Oceanía               | M2 Competition | 6            | 1            | 2            | 1            | 5            | 154          | 11.º         |
| 2023      | Campeonato de Fórmula Regional Europea                  | ART Grand Prix | 20           | 0            | 0            | 0            | 2            | 71           | 10.º         |
| 2023      | Gran Premio de Macao                                    | ART Grand Prix | 1            | 0            | 0            | 0            | 0            | N/A          | 10.º         |
| 2024      | Campeonato de Fórmula 3 de la FIA                       | ART Grand Prix | 20           | 0            | 1            | 2            | 3            | 58           | 13.º         |
| 2025      | Campeonato de Fórmula 3 de la FIA                       | ART Grand Prix | Disputándose | Disputándose | Disputándose | Disputándose | Disputándose | Disputándose | Disputándose |
| Fuente:   |                                                         |                |              |              |              |              |              |              |              |

## Resultados

### Campeonato de Fórmula 3 de la FIA
(Clave) (negrita indica pole position) (cursiva indica vuelta rápida puntuable)

| Año   | Escudería      | 1   | 1   | 2   | 2   | 3   | 3   | 4   | 4   | 5   | 5   | 6   | 6   | 7   | 7   | 8   | 8   | 9   | 9   | 10  | 10  | Pos. | Puntos | Ref.  |
| ----- | -------------- | --- | --- | --- | --- | --- | --- | --- | --- | --- | --- | --- | --- | --- | --- | --- | --- | --- | --- | --- | --- | ---- | ------ | ----- |
| 2024  | ART Grand Prix | SAK | SAK | MEL | MEL | IMO | IMO | MON | MON | BAR | BAR | SPI | SPI | SIL | SIL | BUD | BUD | SPA | SPA | MNZ | MNZ | 13.º | 58     | [ 4 ] |
| 2024  | ART Grand Prix | 2   | 15  | 3   | 13  | 7   | 13  | 3   | Ret | 5   | 29† | 5   | 8   | 9   | 11  | 9   | DSQ | 10  | 12  | 13  | 8   | 13.º | 58     | [ 4 ] |
| 2025* | ART Grand Prix | MEL | MEL | SAK | SAK | IMO | IMO | MON | MON | BAR | BAR | SPI | SPI | SIL | SIL | SPA | SPA | BUD | BUD | MNZ | MNZ | 13.º | 48     | [ 6 ] |
| 2025* | ART Grand Prix | Ret | 12  | 16  | 12  | 17  | 10  | 3   | 6   | 4   | 4   | 12  | DSQ | 4   | 7   |     |     |     |     |     |     | 13.º | 48     | [ 6 ] |

- * Temporada en progreso.